# الموجة النسوية الأولى

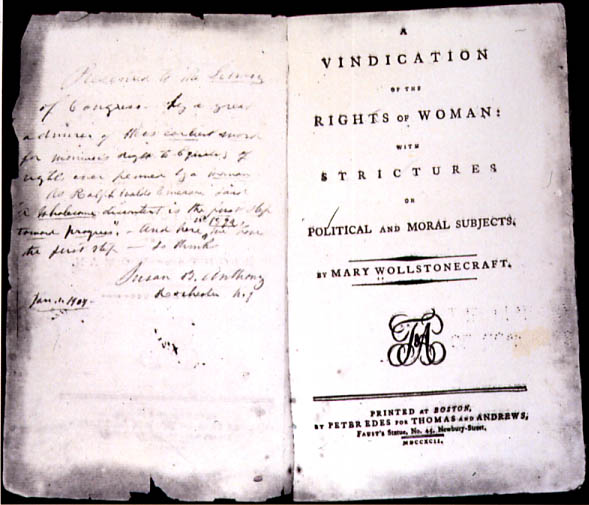

تمثل الموجة النسوية الأولى، وفقًا لعلم الأنساب النسوية والتسلسل الزمني للدراسات الأوروبية، منبع الحركة النسوية في عصر التنوير، حيث بدأت في القرن الثامن عشر الجدل حول طبيعة المرأة والتسلسل الهرمي بين الجنسين، والتي سميت أيضًا بالجدل النسوي، والتي كانت تحمل مصطلحات مختلفة في عصور سابقة. ظهرت النسوية باعتبارها استخدمت خطابًا نقديًا جديدًا في التصنيفات الفلسفية المعاصرة في ذلك الوقت. بعبارة أخرى، استخدمت فكر بعض الكتاب والمؤلفين مثل جان جاك روسو لتدعم هذه المزاعم. ووفقًا للدراسات الأمريكية، فإن الموجة النسوية الأولى، من حركة المرأة أو حركة تحرير المرأة في الولايات المتحدة الأمريكية وإنجلترا تشير إلى فترة نشاط نسوية، امتدت على مدار القرن التاسع عشر حتى بدايات القرن العشرين. ولكن وفقًا للتسلسل الزمني الأوروبي فهي تعد الثانية، والتي أُطلق عليها أيضًا النسوية الليبرالية المنادية بمنح المرأة حق الاقتراع التي ركزت على حق المرأة في الاقتراع والتعليم. واتبعتها الموجة النسوية الثانية.

## الأصول
وفقًا لميريام شنير، كتبت سيمون دي بوفوار أن أول امرأة تناولت قلمًا للدفاع عن جنسها كانت كريستين دي بيزان في القرن الخامس عشر. عملت هينريش كورنيليو أغريبا وموديستا دي بوزو دي فورزي في القرن السادس عشر. رأى كتاب ماري لو جار دي غوراني وآني برادستريت وفرانسوا بولين دو لا باري «مساواة الجنسين» النور عام 1673.

### وولستونكرافت
تأثرت الفترة التي كتبت بها ماري وولستونكرافت بروسو وفلسفة التنوير. حدد أبو التنوير مجتمعًا ديمقراطيًا مثاليًا يقوم على مساواة الرجال وفيه يُميز ضد النساء. تناولت وولستونكرافت ومعاصراتها فكرة الاستبعاد المتأصل للنساء من النقاش. ارتكزت وولستونكرافت في كتابها على أفكار روسو. رغم أن الأمر يبدو في البداية متناقضًا، كانت فكرة وولستونكرافت لتوسيع مجتمع روسو الديمقراطي المثالي ولكن بناءً على المساواة الجندرية.
نشرت وولستونكرافت إحدى أول الأطروحات النسوية المبكرة بعنوان «الدفاع عن حقوق النساء» عام 1792 وفيها ناصرت المساواة الاجتماعية والأخلاقية بين الجنسين، متوسعةً عن كراسها الأول المنشور عام 1790 بعنوان «الدفاع عن حقوق الرجال». نالت وولستونكرافت عن روايتها اللاحقة غير المنتهية «ماريا، أو أخطاء النساء» نقدًا معتبرًا لأنها ناقشت فيها رغبات النساء الجنسية. توفيت وولستونكرافت شابةً، وكتب أرملها الفيلسوف ويليام غودوين سريعًا مذكرات لها والتي، عكس ما نواه غودوين، دمرت سمعتها لأجيال لاحقة.
تُعتبر وولستونكرافت أم الحركة النسوية البريطانية وشكلت أفكارها فكر المؤيدات لحق الاقتراع اللاتي قمن بحملة للحصول على حق التصويت.

### الجهود الأمريكية المبكرة
ارتبطت النسوية المبكرة ارتباطًا مباشرًا بالحركات التي ألغت عقوبة الإعدام، ونتيجةً لذلك بدأ الإصغاء لأصوات العديد من النسويات والناشطات الشهيرات. من بين هؤلاء الناشطين الأوائل سوجورنر تروث وإليزابيث بلاكويل وجين أدامز ودوروثي داي. قادت الموجة الأولى النسوية نساء بيض من الطبقة الوسطى، ولم تبدأ النساء الملونات بتطوير أدواتهن لسماع أصواتهن حتى الموجة الثانية النسوية. أنشئ مصطلح النسوية مثل إيديولوجية سياسية مصورة في تلك الفترة. ظهرت النسوية من خلال خطاب حول إصلاح وتصحيح الديمقراطية على أساس ظروف المساواة.

## أستراليا
بدأت روز سكوت الناشطة في مجال حقوق المرأة، عام 1822، عقد اجتماعات صالون أسبوعية في منزلها في سيدني الذي تركته لها والدتها الراحلة. من خلال هذه الاجتماعات، أصبحت معروفة بين السياسيين والقضاة والمحسنين والكتاب والشعراء. في عام 1889، ساعدت في تأسيس جمعية الأدب النسائي، والتي نمت فيما بعد لتصبح رابطة حق المرأة في الاقتراع عام 1891. من بين السياسيين البارزين الذين استضافهم سكوت بيرنارد وايز وويليام هولمان وويليام موريس هيوز وتوماس بافين، الذين التقوا وناقشوا صياغة مشروع القانون الذي أصبح في نهاية المطاف قانون الإغلاق المبكر لعام 1899.

## الدنمارك
قادت الجمعية النسائية الدنماركية الحركة النسائية الأولى، التي تأسست عام 1871. كانت لاين لوباو إحدى أبرز النساء في هذا العصر. كانت تاجيا براندت أيضًا جزءًا من هذه الحركة، وتأسست منحة السفر للنساء تكريمًا لها. أدت جهود الجمعية النسائية الدنماركية كمجموعة رائدة من النساء من أجل النساء إلى وجود دستور دنماركي منقح لعام 1915، ما أعطى المرأة الحق في التصويت وتوفير قوانين تكافؤ الفرص خلال عشرينيات القرن الماضي، والتي أثرت على التدابير التشريعية الحالية لمنح المرأة حق الوصول إلى التعليم والعمل والحقوق الزوجية وغيرها من الالتزامات.

## نيوزيلندا
تضمنت أوائل النسويات والمطالبات بحق الاقتراع في نيوزيلندا مود بيمبر ريفز (من مواليد أستراليا؛ عاشت لاحقًا في لندن) وكيت شيبارد وماري آن مولر. في عام 1893، أصبحت إليزابيث ييتس عمدة مدينة أونهونغا، وهي المرة الأولى التي تشغل فيها امرأة منصب في أي مكان في الإمبراطورية البريطانية. من بين خريجات الجامعات المبكرات إميلي سيدبرج (طبيبة، تخرجت عام 1895) وإثيل بنجامين (محامية، تخرجت عام 1897). صدر قانون ممارسات القانون الإناث في عام 1896 وقُبلت إثيل بنجامين بصفتها محامية ومدعية في المحكمة العليا في نيوزيلندا عام 1897.

## هولندا
رغم أن فكرة المساواة بين المرأة والرجل في هولندا خلال عصر التنوير قد أحرزت تقدمًا، لم ينتج عن ذلك أي تدابير أو تشريعات مُمأسسة عملية. في النصف الثاني من القرن التاسع عشر، ظهرت العديد من مبادرات النسويات في هولندا. طلبت أليتا جاكوبس (1845-1929) وحصلت على حق الدراسة لتكون أول امرأة في هولندا تتمكن من الدراسة في الجامعة عام 1871، لتصبح أول طبيبة وأكاديمية. أصبحت ناشطة طوال حياتها من أجل حق المرأة في التصويت والمساواة في الحقوق وتحديد النسل والسلام الدولي والسفر حول العالم، على سبيل المثال، التحالف الدولي للمرأة. كانت فيلهلمينا دراكر (1847-1925) سياسية وكاتبة غزيرة وناشطة سلام، ناضلت من أجل التصويت والحقوق المتساوية من خلال المنظمات السياسية والنسوية التي أسستها. بين عامي 1917-1919 تحقق هدفها بحصول المرأة على حق الاقتراع. كورنيليا راوندت-هيرشمان (1871-1951)، رئيسة الرابطة النسائية الهولندية الدولية للسلام والحرية. سيلما ماير (1890-1941)، أمينة الرابطة النسائية الهولندية الدولية للسلام والحرية.

## بلاد فارس
رغم وجوده على مسافة بعيدة في الثقافة واللغة، قدمت أحداث مؤتمر بادشت (1848) تقدمًا في اهتمامات الموجة النسوية الأولى. هناك تزامن في الوقت وتشابه في الموضوع والأحداث بين بلاد فارس (سميت فيما بعد إيران) والولايات المتحدة بين المؤتمر بادشت ومؤتمر شلالات سينيكا. أولًا، انعقد المؤتمر على مدار ثلاثة أسابيع من أواخر يونيو إلى منتصف يوليو 1848، وعُقد مؤتمر شلالات سينيكا في منتصف يوليو 1848. اتُخذ في كلا المؤتمرين مواقف نسائية (الطاهرة وإليزابيث كادي ستانتون) قوية بشأن دور المرأة في الساحة العامة حتى أن رد فعل بعض الحضور كان قاسيًا. وأخيرًا، أيد الرجال الرواد الحاضرون (كودوس وفريدريك دوغلاس) هذه الدعوات خلال الاجتماعات لرأب الصدع. يرى البعض توازيًا في النقاشات الخلفية التي وُثقت جزئيًا لترتيب كيفية التعامل مع الأمور وتسويتها.
يعتبر البهائيون مؤتمر بادشت بمثابة لحظة إشارة أثبتت أن قانون الشريعة الإسلامية ألغي وكذلك مظهر رئيسي للتوجه نحو رفع المكانة الاجتماعية للمرأة. رغم أن كشف النقاب أدى إلى اتهامات بعدم الأخلاقية، استجاب باب من خلال دعم موقفها وتسميتها الطاهرة. تعكف الطالبات الحديثات على مراجعة هذا النوع من الاتهام كجزء من نمط تواجهه القائدات والكاتبات آنذاك ومنذ ذلك الحين بطريقة يقول آذار النفيسي «النظام الإسلامي اليوم ... يخافهن ويشعر بالضعف في مواجهة مقاومة ليست سياسية فقط ولكنها وجودية».